# Gamiskwakokawininiwak
Gamiskwakokawininiwak /‘men or people of the place of much red cedar’,/ jedna od bandi Chippewa Indijanaca čiji je rani dom bio blizu izvora rijeke Mississippi, točnije kod jezera Cass Lake u Minnesoti, u njihovom jeziku poznato kao Gaa-miskwaawaakokaag ('place of red cedar'). Indijanci što su živjeli uz Cass Lake pripadali su široj skupini poznatoj kao Pillager ili Mukmeduawininewug (Mekamaadwewininiwag). Godine 1855. smješteni su na rezervat Cass Lake danas dio rezervata Leech Lake.